# Scoglio della Colombaia
Scoglio della Colombaia (Stijena golubinjak) je talijanski otočić smješten uz sjeveroistočnu obalu Sardinije, u blizini prolaza Bonifacio između plaže La Licciola i otoka Spargi. Od obale je udaljen oko 225 metara.
Administrativno pripada općini Santa Teresa Gallura.

## Vanjske poveznice
|  | Zajednički poslužitelj ima još gradiva o temi Scoglio della Colombaia |